# لاگینگ در زمان حفاری

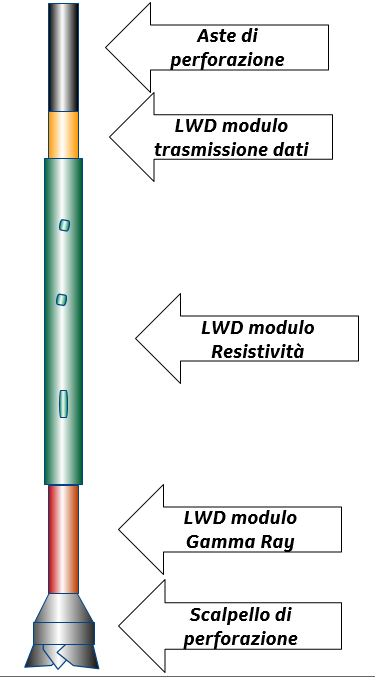
ابزار حفاری همراه با لاگینگ

لاگینگ در زمان حفاری (انگلیسی: Logging while drilling) یا LWD تکنیکی است که در آن ابزارهای لاگینگ چاه به صورت تجهیزات تحت‌الأرضی چاه در پایین ستون چاه قرار داده می‌شوند.